# إيمان الغوري
إيمان الغوري (3 أكتوبر 1968 - 18 أغسطس 2025)، ممثلة سورية.

## حياتها
ولدت في الرياض في المملكة العربية السعودية، وتعود جذورها إلى الهجرات القديمة للشركس، ويعود نسبها إلى السلطان قانصوه الغوري.

## مشوارها المهني
شاركت في ستة أعمال مسرحية قبل دراسة التمثيل. بدايتها كانت من خلال مسرحية من تأليف الكاتب فرحان بلبل بعنوان لا ترهب حد السيف وهي في الرابعة عشرة من عمرها. بعد دراستها الثانوية، فكرت في الالتحاق بالمعهد العالي للفنون المسرحية في دمشق، ولكن لم تتمكن من ذلك. إلا أنها فازت بمنحة بعثة الحكومة السورية إلى موسكو في روسيا لدراسة التمثيل في معهد السينما الحكومي الروسي. حصلت في عام 1993 على دبلوم تمثيل من «معهد السينما الحكومي» في موسكو عام 1993 بعد عودتها انتسبت إلى نقابة الفنانين في حلب، وشاركت في أعمال تلفزيونية وإذاعية. شهرتها جاءت من خلال شخصية خيرو بمسلسل أحلام أبو الهنا.

### الاعتزال
وقد ابتعدت كليًا عن التمثيل عام 2002 بعد مشاركتها في مسلسل الجذور تبقى خضراء وتفرغت لحياتها الأسرية بعد انجابها لأبنها الوحيد ورد. نشرت الصحف خبر مشاركتها بمسلسل روزانا لكنها اعتذرت لعدم رضاها عن الدور.

## أعمالها

### في التلفزيون
| سنة الإنتاج | اسم المسلسل                      | الشخصية        |
| ----------- | -------------------------------- | -------------- |
| 2002        | الجذور تبقى خضراء                | أم غسان        |
| 2001        | شو حكينا                         | أم قصي         |
| 1998        | فوازير داوود في هوليوود          |                |
| 1998        | مذكرات عائلة                     | ضيفة شرف       |
| 1998        | قلوب خضراء                       |                |
| 1997        | العرس الحلبي وحكايات من سفر برلك |                |
| 1997        | باب الحديد                       |                |
| 1997        | يوميات جميل وهناء                | مها الثانية    |
| 1996        | أحلام أبو الهنا                  | خيرو -أم الخير |
| 1998        | خان الحرير ج2                    | صبحية          |
| 1996        | خان الحرير ج1                    | صبحية          |
| 1996        | تل اللوز                         |                |
| 1996        | يوميات أبو عنتر                  |                |
| 1996        | بيت عمومنا ما حدا غريب           |                |
| 1994        | مجلس رحمة سهرة تلفزيونية         |                |
| 1994        | العاشق سهرة تلفزيونية            |                |

### في السينما
| سنة الإنتاج | الفيلم       | الشخصية |
| ----------- | ------------ | ------- |
| 1997        | تراب الغرباء |         |

### في المسرح
| سنة الإنتاج | المسرحية            | الشخصية |
| ----------- | ------------------- | ------- |
| 2014        | حلبي وبيدونة وأمبير |         |
| 1997        | وحش الليل           | حصة     |
|             | يوم من زمننا        |         |
|             | الشاطر حسن          |         |
|             | أبو الفوارس         |         |
|             | لا تدفع الحساب      |         |

## الوفاة

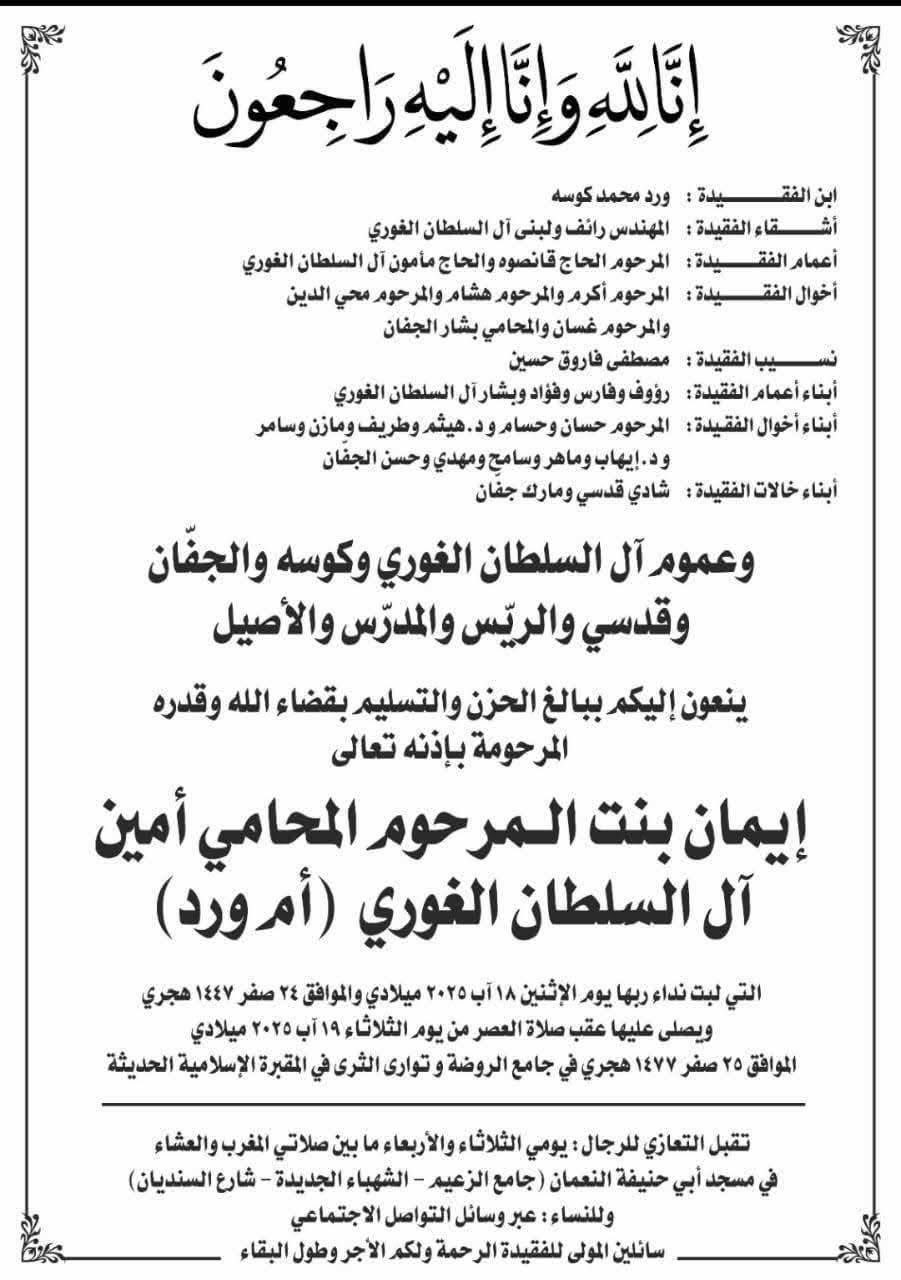
ورقة النعي

توفيت في مدينة حلب يوم 18 أغسطس 2025م عن سبعة وخمسين عاماً، ودفنت في اليوم التالي في المقبرة الإسلامية الحديثة بالمدينة.